# A haldokló búcsúja

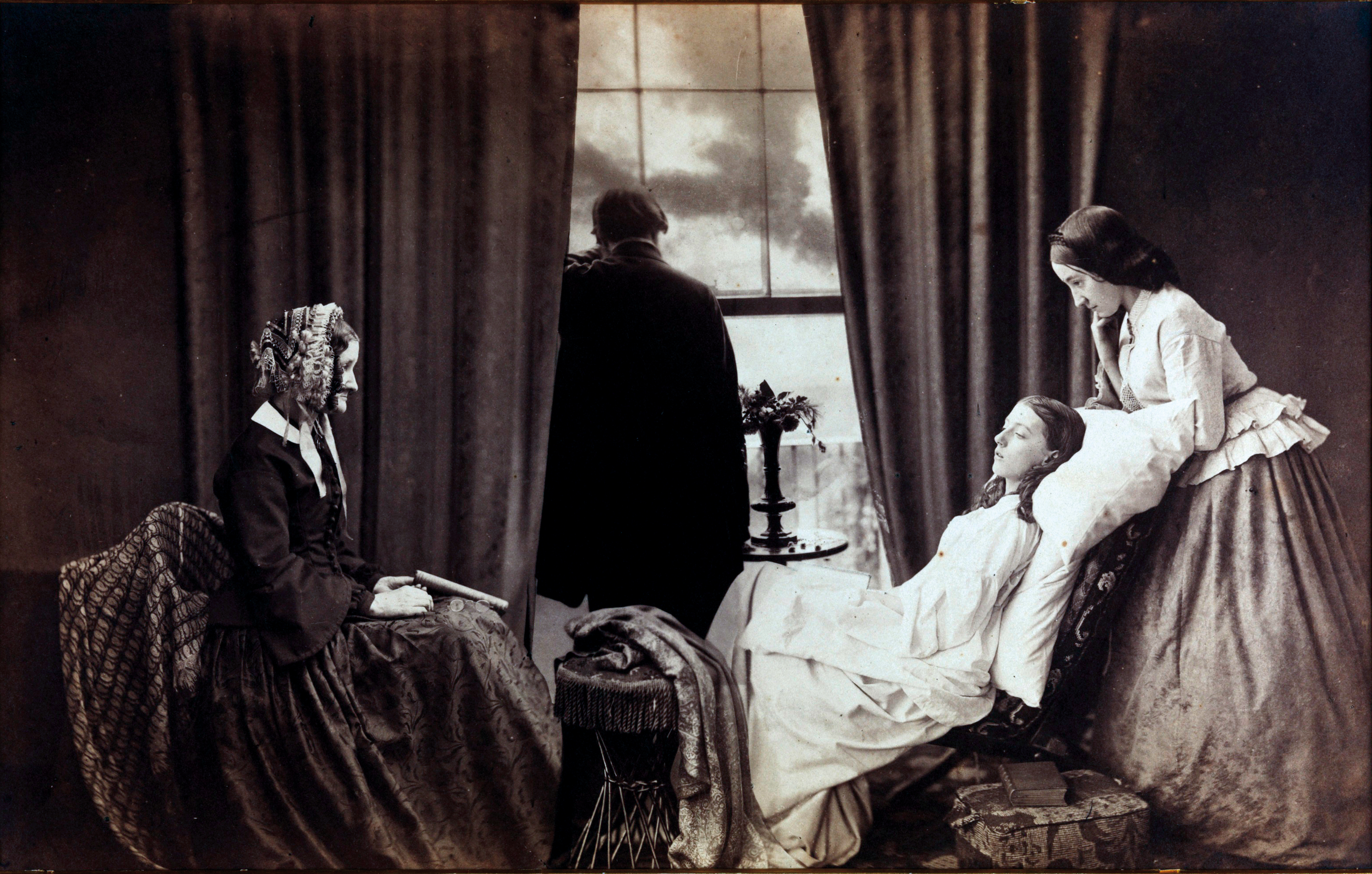
Henry Peach Robinson: A haldokló búcsúja (albuminpapír, 1858), George Eastman House

A haldokló búcsúja (Fading away) Henry Peach Robinson legismertebb, 1858-ban készült fotográfiája, melyet a halál témáját feldolgozó első fényképként tartanak számon.

## A felvétel

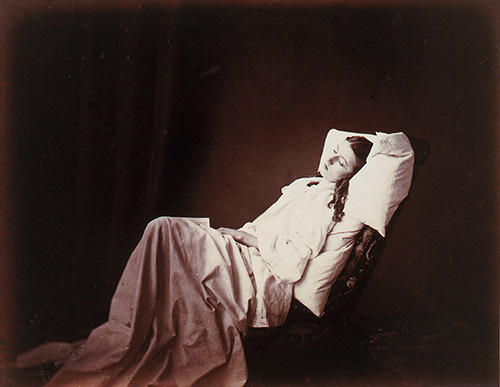
Henry Peach Robinson: She never told her Love (albuminpapír, 1857), George Eastman House

Robinson felvételén egy haldokló lány és gyászoló családja látható.  A kép hátoldalán kézzel írt szöveg olvasható: „Az életből fényképezte Henry P. Robinson”. Sokan vélték úgy, hogy a képen szereplő lány valóban haldoklott és a fénykép a család e bensőséges pillanatát örökítette meg. ez azonban nem felel meg a valóságnak: A haldokló búcsúja megrendezett fotó. Robinson elképzelései megvalósításához modelleket kért fel. A végső képen, mely öt felvételből született meg, észrevehetőek az összeillesztések nyomai. A fénykép megtervezettségére utal, hogy a kész mű jól megvilágított és éles, ami szintén ellentmond, hogy annak, hogy Robinson egy haldokló lányt és családját örökítette volna meg. Ismert Robinsonnak egy másik, She never told her Love (1857) című fényképe is, melyen szintén egy haldokló vagy alvó lány látható. A két felvétel közötti hasonlóság szembetűnő. Valószínűleg e korábbi fotó szolgált vázlatként híressé vált alkotásához.
Robinson célja a fényképpel a fájdalom és a szánalom kiváltása volt, művét azonban értetlenség fogadta. A kép kritikusai úgy vélték: a téma érzékenysége miatt nem lett volna szabad elkészíteni ezt a képet. Realizmusát túl soknak találták a festményekhez és más képzőművészeti alkotásokhoz képest. 1860-ban Robinson a fotográfia készítéséről előadást tartott a Skót Fotográfia Társaság tagjainak, akik művét „realista manipuláció”ként értékelték. Egyik kritikusa szerint „tökéletes kép egy fájdalmas témáról”. A negatív kritikák ellenére A haldokló búcsúja meghozta az elismertséget készítője számára: Anglia egyik legismertebb fényképésze lett. Robinson alkotását, Oscar Gustave Rejlander Az élet két útja (1858) című művével egyetemben a 19. század legjelentősebb kompozit fotográfiájaként tartják számon.
Robinson felvétele ma Rochesterben a George Eastman House archívumában található.